# Kolan
Kolan (olaszul: Colane) falu és község Horvátországban Zára megyében a Pag szigeten. Közigazgatásilag Kolanjski Gajac és Mandre települések tartoznak hozzá.

## Fekvése
Pagtól légvonalban 10 km-re, közúton 16 km-re északnyugatra a sziget középső belső részén egy völgyben fekszik. Keletről a 206 méter magas Gradac és a 256 méteres Nebeska, nyugatról a 134 méteres Brizi határolja. A két keleti magaslat védi a települést az erős bórától, amely gyakran fúj errefelé a Velebit felől. Az a vidék ahol Kolan fekszik kifejezetten karsztos nagyon kevés művelhető földdel. Emiatt a növényzet nagyon szegényes, vagy nagyon alacsony. Kivétel a Kolani-mező ahol egy időszakos kis patak miatt nedvesebb a talaj, valamint a félig mocsaras Kolani-tó északi része, amely védett madárrezervátum.

## Története
A régészeti leletek tanúsága szerint már az i. e. 1800 körüli időben a liburnok települései álltak a közeli dombokon. A falak maradványai a Gornji Gradac és a Sveti Vid nevű magaslatokon is megtalálhatók. A Donji Gradacnak nevezett helyen még egy liburn erősség is volt, ennek maradványai azonban mintegy harminc éve a Kolan-Mandre út építése során megsemmisültek. Az emberi települések létezését tovább erősítik a környéken talált sírok, melyekből bronz ékszerek is előkerültek. A település területe a római korban is folyamatosan lakott volt, amint az a Kolani-mező szélén található egykori villagazdaságok (Kavrle, Ograda, Polačine, Jurevice, Rnakovac, Lazić, Didine, Stomorica) romjaiból is látszik. Feltételezhetően Kolan neve maga is római eredetű, a vízvezeték latin „canalis” nevéből származik. A vízvezeték a Kolani-mezőről a ma Novalja közelében feküdt római Cissa városába vezette a vizet.
Kolan első írásos említése a velencei tanács 1441. március 2-án kelt oklevelében történt, amelyben engedélyezte, hogy a Kolannak nevezett helyen települést létesítsenek. Ugyanebben az évben épült a falu plébániatemploma is. A mai település határában több középkori templom romjai is fennmaradtak, így az 1348-ban épített Szent Vid, az 1493-ban épített Szent Márk, az 1391-ben épített Szentlélek és a 15. század végi Szent Jeromos templomoké. A hagyomány szerint a kalózok kétszer is felégették és lerombolták a falut, de utána mindig gyorsan újjáépítették. A harmadik alkalommal azonban annyira lerombolták, hogy a templomot már nem tudták újjáépíteni és a nép sokáig a dubravai Szűz Mária templomba járt istentiszteletre. Amikor végre harmadjára is felépítették a templomot, azt Szent Lukács evangélista tiszteletére szentelték, pedig egykor Szent Márk is a templom védőszentje volt. Mindazonáltal Szent Márk szobra még hosszú ideig, egészen a 20. század elejéig a templomban maradt. Kolan története során elsősorban földművesek faluja volt, akik a földművelés mellett még állattartással foglalkoztak. Kolannak egykor a Kolani-mező területén bányája (Vele grbe és Male grbe) is volt, ahol hosszú évekig szenet bányásztak.
A 18. század végén Napóleon megszüntette a Velencei Köztársaságot. Pag szigete 1797 és 1805 között Habsburg uralom alá került, majd az egész Dalmáciával együtt a Francia Császárság része lett. 1815-ben a bécsi kongresszus újra Ausztriának adta, amely a Dalmát Királyság részeként Zárából igazgatta 1918-ig. iskoláját 1903-ban nyitották meg. A településnek 1910-ben 327 lakosa volt. Ezt követően előbb a Szerb-Horvát-Szlovén Királyság, majd Jugoszlávia része lett. A településnek 2011-ben 379, a községnek összesen 791 lakosa volt. Lakói ma főként a turizmusból, vendéglátásból élnek.

## Lakosság
| Lakosság változása | Lakosság változása | Lakosság változása | Lakosság változása | Lakosság változása | Lakosság változása | Lakosság változása | Lakosság változása | Lakosság változása | Lakosság változása | Lakosság változása | Lakosság változása | Lakosság változása | Lakosság változása | Lakosság változása | Lakosság változása |
| ------------------ | ------------------ | ------------------ | ------------------ | ------------------ | ------------------ | ------------------ | ------------------ | ------------------ | ------------------ | ------------------ | ------------------ | ------------------ | ------------------ | ------------------ | ------------------ |
| 1857               | 1869               | 1880               | 1890               | 1900               | 1910               | 1921               | 1931               | 1948               | 1953               | 1961               | 1971               | 1981               | 1991               | 2001               | 2011               |
| 207                | 245                | 222                | 234                | 281                | 327                | 327                | 532                | 633                | 678                | 688                | 597                | 542                | 525                | 423                | 379                |

## Nevezetességei
- Szent Lukács evangélista tiszteletére szentelt római katolikus plébániatemploma a 15. században épült. Története során többször lerombolták és újjáépítették. 1852-ig plébániájához tartoztak a barbati térség falvai is. Anyakönyvei 1825 óta fennmaradtak, ma az Országos Levéltár őrzi őket. A régebbi bejegyzések még glagolita betűkkel vannak írva.[3] A templomnak három oltára van, a Szent Lukácsnak szentelt főoltár mellett a bal oldali mellékoltár Kármelhegyi Boldogasszony, a jobb oldali Jézus Szentséges Szíve tiszteletére szentelve. A templomot 1929-ben teljesen megújították.
- A mocsaras Kolani-tó különösen sok madárfaj élőhelye. Területét a biológiai sokszínűség megőrzésére védett rezervátummá nyilvánították. A Kolani-tóban és közvetlen környékén 123 madárfaj él, melyek közülük 66 fészekrakó. Költözés és telelés idején a nádasban sokféle madár húzza meg magát. Néhány a környező réteken lakik, mások a közeli szigeteken fészkelnek és a halban gazdag mocsárba táplálkozni járnak.
- A Kolani-mezőn a római korból származó kutak találhatók, melyek részei voltak a Cissába vezető vízvezetéknek. Abban az időben ide jártak a háztartásokhoz nélkülözhetetlen vízért, melyet ivásra, a nők főként mosásra, főzésre, a férfiak az állatok itatására használtak. A kutaktól nem messze szenet bányásztak, melyet kisvasúton vittek a közeli Šimuni kikötőjébe, majd onnan az olasz hajókon szállították tovább. A Vele és Male grbe bányák maradványai még mindig láthatók a Kolani-mezőn.
- Kolanban található a Pag-sziget egyetlen néprajzi múzeuma. Amikor 1978-ban az alapiskolát új épületbe költöztették üresen maradt az 1903-ban nyílt régi iskola épülete. Ekkor fiatal kolaniak megalapították a KUD „Bartul Kašić“ kulturális és művészeti egyesületet és belekezdtek az épület kulturális célra történő átalakításába. Egyúttal elkezdték a népviseletek, régi használati tárgyak, szerszámok gyűjtését. Az egyesület gyűjti a régi népszokásokat, táncokat, énekeket. 2010-ben megkezdte működését az egyesület gyermekcsoportja is és női énekkar is működik a településen.
- A Szent Vid-templom[6] egyhajós épület, keleti oldalán félkör alakú apszissal. Boltozata enyhén tört vonalú, félhenger formájú, amelyet erős boltöv tart, és amely a két oldalán helyezett pilaszterekre támaszkodik. Mára a boltozat egy része beomlott, csakúgy, mint az apszis kupolája. A templom finoman faragott kövekből épült. Bár részben romos, a templom a középkori építészet legjelentősebb műemlékeinek csoportjába tartozik Pag szigetén.
- A Kolani-mezőn, egy enyhe dombon álló Szent Jeromos-templom[7] egyhajós épület, hosszúkás kerek apszissal. Boltozata enyhén csúcsíves dongaboltozat. Belső oldalán az oldalfalak négy fülkével vannak tagolva, amelyek közül a harmadik kissé magasabb és egy kis ablak nyílik rajta. A templomot a 15. század végén vagy a 16. század elején Grbin Bonin pagi nemes adományából építették.

## Képgaléria

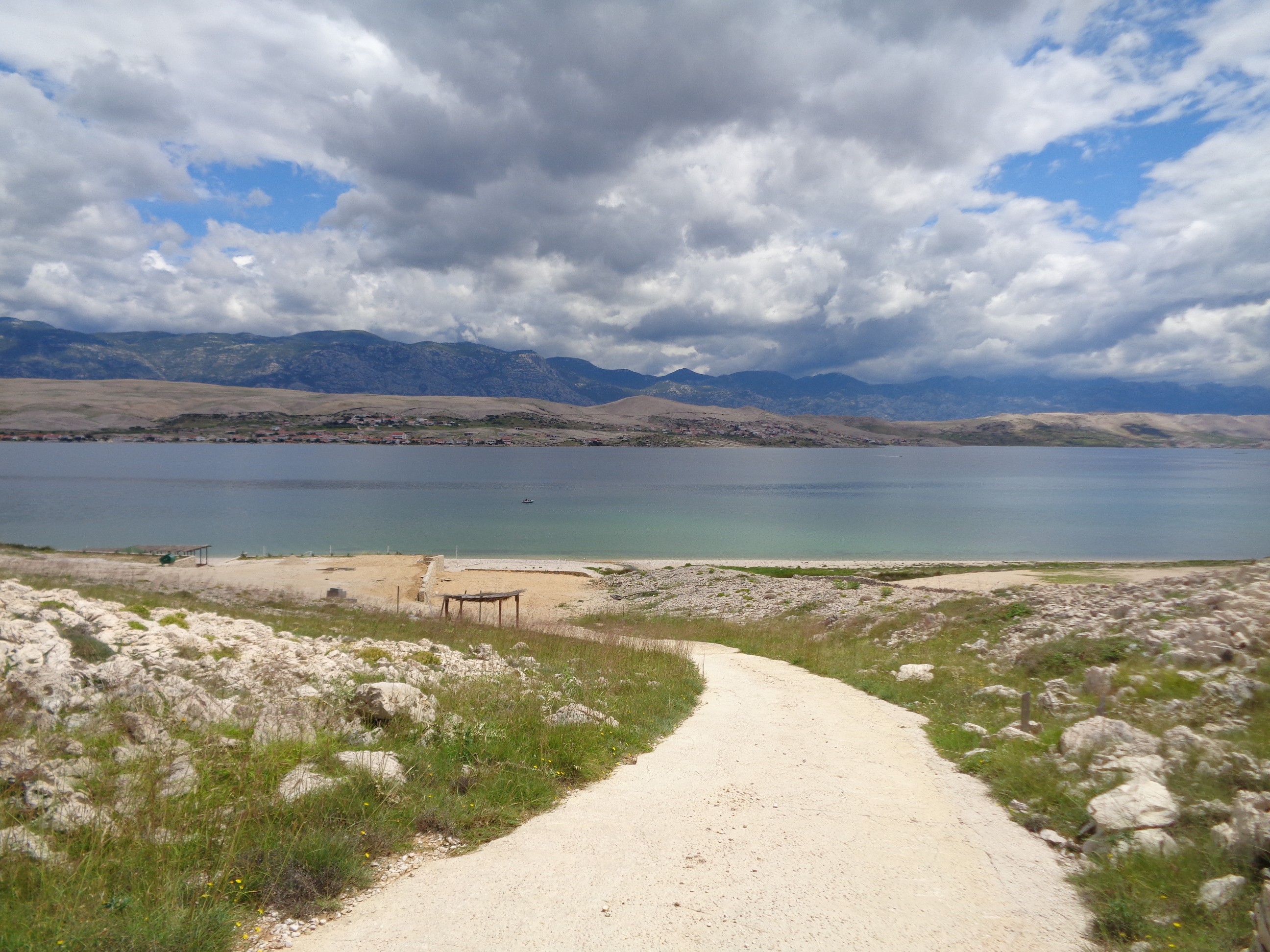
Kolan, Plaža Čista
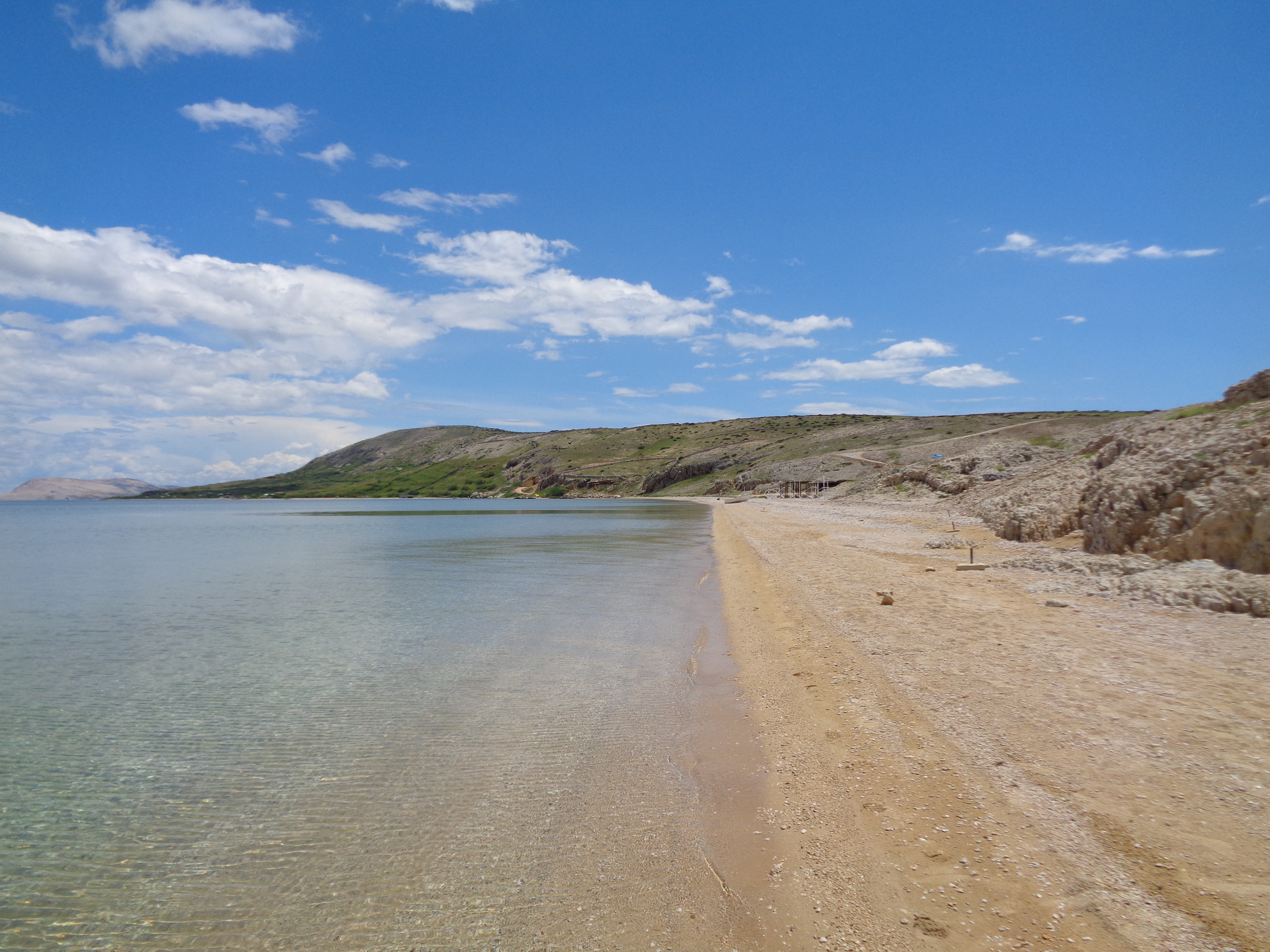
Kolan, Plaža Čista
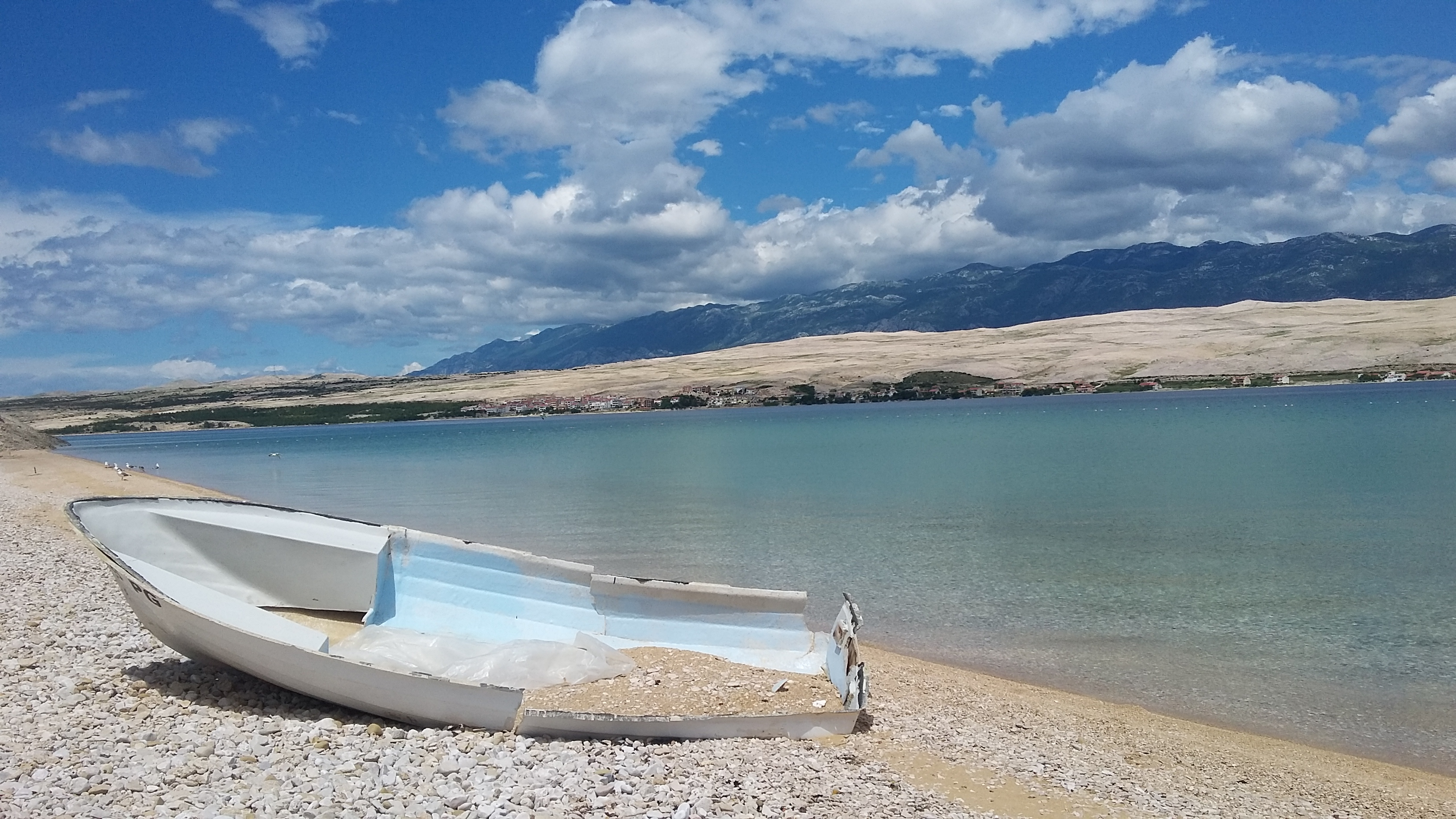
Kolan, Plaža Čista